# Saljhundi
Saljhundi – gaun wikas samiti w zachodniej części Nepalu w strefie Lumbini w dystrykcie Rupandehi. Według nepalskiego spisu powszechnego z 2001 roku liczył on 1780 gospodarstw domowych i 9326 mieszkańców (4886 kobiet i 4440 mężczyzn).